# Павес Муньос, Луис
Луис Альберто Павес Муньос (исп. Luis Alberto Pavez Muñoz; 17 сентября 1995, Сантьяго) — чилийский футболист, защитник клуба «Унион Эспаньола».

## Клубная карьера
Павес — воспитанник клуба «Коло-Коло». 8 апреля 2013 в матче против «Эвертона» из Винья-дель-Мар он дебютировал в чилийской Примере. 9 марта 2014 года в поединке против «Унион Ла-Калера» Луис забил свой первый гол за «Коло-Коло».
Летом 2015 года Павес на правах аренды перешёл в испанский «Кадис». 18 октября в матче против «Мелильи» он дебютировал в испанской Сегунде B.
В начале 2017 года Луис был отдан в аренду в «Сантьяго Уондерерс». 13 февраля в матче против «Универсидад де Консепсьон» он дебютировал за новую команду.

## Международная карьера
В начале 2015 года Павес в составе молодёжной сборной Чили принял участие в молодёжном чемпионате Южной Америки в Уругвае. На турнире он сыграл в матчах против сборных Венесуэлы, Уругвая, Бразилии и Колумбии.